# Ejnar Jacobsen
Ejnar Jacobsen (9. juni 1897 – 17. juli 1970) var en dansk musikpædagog, lærer og komponist.

## Biografi
Han blev læreruddannet fra Ribe Seminarium. Derudover bidrog han som udøvende til musiklivet i sin hjemby Ribe bl.a. som organistvikar i domkirken. Efter endt uddannelse blev han ansat som lærervikar i København i 1920. Samtidig frekventerede han Musikkonservatoriet i årene 1921-1923 og uddannede sig til pianist og organist. Han havde bl.a. Ludolf Nielsen som lærer. Senere blev han faginspektør ved Københavns Skolevæsen. I 1949 fik han Det anckerske Legat.
I årene fra ca. 1930 til ca. 1960 var hen en vigtig del af et musikpædagogisk miljø, der også rummede folk som Finn Høffding, Jørgen Bentzon, Erling Brene, Bernhard Christensen, Sven Møller Kristensen og mange andre. Hensigten var at skabe rum for og musik til en omfattende folkelig deltagelse i musiklivet for både udøvende og nydende ”almindelige” mennesker.
Adskillige af Ejnar Jacobsens vokalkompositioner blev hurtigt populære, bl.a. en række sange for mandskor og blandet kor og en mængde enstemmige sange. I 1936 blev hans populæreste arbejde i den genre, Danmarksrejsen opført af et kor på op mod 1000 børn. Desuden var han, alene eller sammen med andre, redaktør af og bidragyder til en lang række sangbøger til folkeskolen eller andre almene uddannelser. Hans i dag mest kendte værk er dog Musikkens Mestre i to bind, en musikhistorie som han skrev sammen med Vagn Kappel og som udkom i henholdsvis 1944 og 1947 og i 2. udgave i 1960.
Hans egne kompositioner, der omfatter en stor mængde sange, nogle større værker for kor og en del større og mindre instrumentalværker, er ikke på repertoiret mere. Bortset fra de pædagogiske arbejder, blev de dog køligt modtaget af musiklivet.

## Musik
Listerne er ikke komplette. Visse sange findes i flere udgaver, og oplistede enkeltsange kan indgå i et samleværk

### Sangbøger m.m.
- Ejnar Jacobsen, Valdemar Jansen og Hans J. Larsen: Skolesangbogen (1932/1963)
- Ejnar Jacobsen, Valdemar Jensen og Hans J. Larsen: Skolesalmebogen (1933)
- Jørgen Hegelund, Ejnar Jacobsen, Hans Novrup og Th. Roust: Min egen Sangbog (1937)
- Ejnar Jacobsen m.fl.: Fællessangen, København Kommunes Fortsættelseskursus og praktiske Ungdomsskole (1937-1946?)
- Ejnar Jacobsen: Melodisamling til Skolesangbøgerne Den danske Sang og Min egen Sangbog (1938)
- Viggo Bitsch, Jens Laursøn Emborg, Ejnar Jacobsen, Thøger Rasmussen, Oluf Ring og Flemming Weis: Maa vi synge med, 16 nye Børnesange med Tekster af R. Rafaëlis (1938)
- Jørgen Hegelund, Ejnar Jacobsen, Hans Novrup, Th. Roust: Den danske Sang. Sange og Salmer for Skole og Hjem (1939-1967)
- Ejnar Jacobsen: De unge Stemmers Kor, for blandet Kor til Brug for Gymnasier, Seminarier, Højskoler, Ungdomsskoler, Korforeninger, Folkemusikskoler etc. Hefte 1 (1942)
- Ejnar Jacobsen: Den nye danske Sang (1943)
- Ejnar Jacobsen og Vagn Kappel: Musikkens Mestre 1-2 (1944-1947/1960)
- Ejnar Jacobsen og Carl Willum Hansen: Sang og spil. 1-2. Samling af Sange for lige stemmer med og uden instrumentalledsagelse til brug for mellem- og realskoler (1953-1961)
- Ejnar Jacobsen: Humør-Sangbogen for grundskolens første klasser, børnehaver og fritidsskoler (under medvirken af Jens Sigsgaard - 1957)
- Sammenspilsmusik for 2, 3 og 4 violiner
- Povl Hamburger og Ejnar Jacobsen: Nyt for Korene; 25 nye danske Sange for blandet Kor til Brug for Gymnasier, Seminarier, Højskoler, folkelige Kor og Korforeninger m.m.

1. Samling (1939)

### Sange med årstal
- op. 1 Fire Sange for en Stemme og Klaver (Kys mig paa Øjnene; )
- Julesang (1918)
- Seks Sange (Jeppe Aakjær - 1920)
- Luk dine Øjne (Ludvig Holstein - 1920)
- To smaa Sange (Axel Juel: Hjertets Sommer, Peter Vejrup: Høst - 1920)
- Langt maa jeg længes (Valdemar Rørdam - 1921)
- Efter Maskeraden (H.V. Kaalund - 1921)
- Høstmorgen (Johannes Jørgensen - 1921)
- Sang om Hjemmet (Peter Vejrup - 1921)
- Kærlighedsbrevet (Peter Vejrup - 1921)
- Solskin paa Engene (Ludvig Holstein - 1921)
- 2 Salmemelodier (1923)
- Tre Sange (1923)
- Fire Sange (1928)
- Af Kærlighed - Nye Kærlighedssange af danske Digtere (1928)
- Hans Plovknøs synger (2 sange af Peter Vejrup - 1929)
- Plovmandssange; Samling 1-2 (Peter Vejrup - 1930)
- Dit Navn, o Jesus (H. A. Brorson -1931)
- Provinsen; En Film i Vers (Harald Bergstedt; soli og kor sammen med Herman D. Koppel, Svend Erik Tarp og Vagn Holmboe - 1931)
- Høstnat (Thøger Larsen - 1931)
- Syng, syng ved Dæmring og Dag (Johs. Nielsen - 1932)
- Folkevise (Ingeborg Marie Sieck - 1935)
- Sjippe-Vise (R. Rafaëlis - 1935)
- Fædrelandssang (Peder R. Møller - 1935)
- Nu er den skønne Dag forbi/Aften (Aage Berntsen - 1935)
- Vort Land med Oldtids Stene (Kai Hoffmann - 1935)
- Det er i Dag et Vejr (Ludvig Holstein - 1935)
- Tre muntre svenske folkeviser (arr. 1936)
- Hvem er det, som vandrer dér? (Schwabisk folkevise - arr. 1936)
- Spillemændene (Harald Bergstedt - 1936)
- Gylden Sol (Jeppe Aakjær - 1935)
- Med røde Roser (Knut Hamsun - 1938)
- Islandske sange; 1-2 samling (Linemor, John Thoroddson; Svanesang paa Heden, Steingrimur Thorsteinsson; Høie bjerge, hvite jøkler, Jonas Gudlaugsson; Bak ved havet, Jonas Gudlaugsson - 1938; Fugl, min fælle, hvor flyver vi hen, Gunnar Gunnarsson; - 1958)
- Med røde Roser (1939)
- Natten er lys over Enge (1942)
- Skovvise (Erik Bertelsen - 1942)
- Gangspilsvise (Knut Hamsun - 1942)
- Ud i det Blaa (Ulf Hoffmann - 1942)
- Dit Navn, o Jesus (H. A. Brorson - 1943)
- Morgenhymne (Axel Juel - 1943)
- Fire Sange (1943)
- Sjællandsk Sommervandring (Cai M. Woel - 1944)
- Danmark, dine Taarer (J. C. Christensen - 1945)
- Fire Sange (1945)
- Solguden mægtig/Morgenhymne (1945)
- O Jesus (1945)
- Ungdomsskolens Sang (1946)
- Danske Natursange, Hefte 1 (1947)
- Danmark frit! (Mads Nielsen - 1947)
- Venner, ser paa Danmarks Kort (Christian Richardt - 1947)
- Skovvise (Erik Bertelsen - 1947)
- Den nye vår (Aage Berntsen; blandet kor - 1948)
- To verdslige salmer (Cai M. Woel; blandet kor - 1948)
- Sct. Hans-Storm (H. C. Sønderbye - 1948)
- Glæden, Sorgen og Lykken (Axel Juel - 1949)
- Urolige hjerte (1951)
- Pløjevise (Erik Bertelsen - 1951)
- Urolige hjerte/Ungdom (Tove Ditlevsen - 1951)
- Fire sange (Knut Hamsun - 1957)

### Sange uden årstal, alfabetisk
- 3 Sange (Peter Vejrup)
- 5 Sange for bl. Kvartet
- 8 Sommer-Sange
- Bitten i Vinden (Aage Hoffmeyer)
- Den første Sang/Per Sivle (Jeppe Aakjær)
- Det regner (Mads Nielsen)
- Dragen (Chr. Stub-Jørgensen)
- En Regnvejrs-Vise
- Eventyrvise (Carl Johan Frederiksen)
- Hamsunsanger
- Himmerlandsfærden
- Hjertegræs og Silkestraa/Sommervise (Marius Olesen)
- Høstsang (J. S. Welhaven)
- I drømme (Kai Hoffmann)
- I Natten; 4 Sange (Cai M. Woel, Thøger Larsen og Hans Ahlmann)
- Jeg vælger mig April (Bjørnstjerne Bjørnson)
- Lyse Smil paa Pigekind (sang)
- Med røde Roser (Knut Hamsun)
- Middag ved Fjorden (Vilh. From Bartrumsen)
- Minde (K.L. Kristensen)
- Mobilia (Sigfred Pedersen)
- Nu ruster alle'ens blade/Høstmorgen (Johs. Jørgensen)
- Rosernes Legende (Hans Ahlmann)
- Rønnebær i Solskinsvejr (Harald H. Lund)
- Sangen om Norden (Jeanna Oterdahl)
- September (R. Rafaëlis; 4-st. bl. kor)
- Solen svinder, skyer gråne/Undergang (Johs. Jørgensen)
- Sommerrige
- Sommer ved Sankte Hans (Ulf Hoffmann)
- Så vandrer jeg ud (Valdemar Rørdam)
- Thi Smilet kan ikke stænges (Knud Fr. Gamborg)
- Til Danmark (Mads Nielsen)
- Trækfuglene (4 digte af Steen Steensen Blicher)
- Ung forelskelse (Vita Winther)
- Vagantens Billedbog (Harald H. Lund)
- Vandringer (L. C. Nielsen)
- Ved Efteraar (Axel Juel)
- Vejen (Louis Levy)
- Vinterens Sang (Kai Hoffmann)

### Kammermusik
- op. 7 Sonate for Violin og Klaver
- Tre karakteristiske Danse (violin og klaver - 1927)
- Sonatine (klaver - 1930)
- Intermezzo og rondo (fløjte, obo, klarinet og fagot - 1932)
- 3 Klaverstykker (Caprice; Intermezzo; Humoreske - 1938)
- Suite burlesque (klaver - 1938)
- Trio for Klaver, Violin og Violoncel (1943)
- En lille Pantomime (klaver - 1947)
- Capriccio for violin solo (1957)
- Suite scioltezza; Klaversuite nr. 2 (1958)
- Solskin (klaver)
- Divertimento for Violin, Violoncel, Fløjte og Klaver
- Alla marcia (violin og klaver)
- Aftenmelodi (klaver)

### Orkestermusik
- op. 12 Kongestene (Carl Johan Jacobsen; mandskor og recitation med Orkester - 1930)
- Regnbuen; Et Genforeningskvad (Valdemar Rørdam: kor, tenor (evt. recitation) og orkester - 1935)
- Ungdoms Capricer (Suite for Strygeorkester og Klaver - 1936)
- Af "Nordland". Suite for Orkester (1938)
- Konen i Muddergrøften; Dramatisk Ouverture (orkester 1941)
- Nordens Stemme, symfoni nr. 2 (1951)
- Symfoni for Orkester
- Canzonetta (strygeorkester)
- 3 Kærlighedssange (H.H. Seedorff Pedersen, Vald. Rørdam og Knut Hamsun - tenor solo med orkester)
- Dansk Festouverture (orkester)
- Engen (tre lyriske stemninger for strygeorkester, 1 obo, 1 klarinet og 1 fløjte)

### Diverse
- Danmarksrejsen (Harald H. Lund; Børnekor med Orkester (evt. Klaver) - 1935)
- Med Skolen i den grønne Skov. Sang-Cyklus for Børnekor med Klaver m.m. (R. Rafaëlis - 1937)
- Ud i det Blå! En vandrer-rhapsodi for børnekor med klaver "(evt. med orkester eller rytmeinstrumenter - 1954)

Skottefærden (skuespil?)
Dronning af Danmark (skuespil?)
- Sange i Wikisource Arkiveret 10. marts 2010 hos  Wayback Machine